# Tóba
Tóba (szerbül Тоба / Toba) település Szerbiában, a Vajdaságban, a Közép-bánsági körzetben, Magyarcsernye községben.

## Fekvése
Nagykikindától délkeletre, Töröktopolya, Torontáloroszi és Magyarcsernye közt fekvő település.

## Története
Tóba az újabb alapítású települések közé tartozik, mely 1848-ig Nagy-Tóba néven önálló puszta volt.
A szenthubert-tóbai uradalmat 1789-ben gróf Zichy Ferraris Róbert tábornagy alapította, akinek a leányát gróf Zichy-Ferraris Ferenc altábornagy vette feleségül. A  birtokot később a Zichyek eladták Chambord herceg francia trónkövetelőnek, aki kastélyt és templomot is építtetett itt, a gazdaságot báró Billot Cirill és fiai kezelték körülbelül 50 évig. Később, Chambord herceg halála után a birtokot a pármai herceg örökölte, akinek halála után Illés herceg kapta és tőle vette meg a délmagyarországi földbérlő és parcellázó bank, amely 1910-1911-ben felparcelláztatta.

## Népesség

### Demográfiai változások
| 1948 | 1953 | 1961 | 1971 | 1981 | 1991 | 2002 | 2011 |
| ---- | ---- | ---- | ---- | ---- | ---- | ---- | ---- |
| 1499 | 1489 | 1401 | 1232 | 1099 | 822  | 691  | 518  |